# Dionizy Kartuz
Dionizy Kartuz OCart. (ur. w 1402 w Borgloon, zm. 12 marca 1471 w Roermond) – belgijski kartuz, duchowny katolicki, mistyk i teolog, nazywany doctor ecstaticus (doktor ekstatyczny).
W Kościele katolickim czczony jako Czcigodny Sługa Boży. W niektórych lokalnych martyrologiach czczony jako błogosławiony ze wspomnieniem w dniu 12 marca.

## Życiorys
Pochodził ze znaczącej rodziny Van Leeuwen. Urodził się w 1402 lub 1403 w Borgloon pod Sint-Truiden w Limburgii. Uczył się początkowo w Sint-Truiden oraz w Zwolle w prowincji Overijssel w północno-wschodniej Holandii. Po nieudanej próbie wstąpienia do kartuzów w Roermond, udał się na studia do Kolonii. Po powrocie do Limburgii, został przyjęty do zakonu w Roermond. Ze względu na wadę wymowy poświęcił się całkowicie pisarstwu religijnemu. Po przybyciu do Holandii kardynała Mikołaja z Kuzy, został jego doradcą i często przebywał poza murami klasztoru. W 1459 został prokuratorem swojego zakonu. Założył klasztor kartuzów w ’s-Hertogenbosch, którego został przełożonym. Powrócił jednak do Roermond, gdzie zmarł w 1471. Zostawił po sobie sporą liczbę dzieł filozoficznych i teologicznych, komentarze do ksiąg biblijnych, zbiory kazań oraz traktaty ascetyczne.

## Dzieła
- Komentarz do Biblii
- Komentarz do Piotra Lombarda
- Komentarz do Dionizego Areopagity
- Compendium philosophicum
- Compendium theologicum
- Contra perfidiam Mahometi
- De ente et essentia
- De lumine christianæ theoriæ
- De laudibus B. V. Mariæ
- De præconio B. V. Mariæ
- De quatuor Novissimus
- De remedio tentationum
- De venustate mundi et pulchritudine Dei
- Summa fidei orthodoxæ